# Terminología meteorológica
En la ciencia del tiempo (meteorología), se utilizan términos técnicos definidos internacionalmente para mejorar la comprensión entre investigadores y entre investigadores y usuarios (ejemplo: informe meteorológico marino, Navtex, Wefax, entre otros).

## Lista de abreviaturas
Aquí hay una lista con variada terminiología en alemán, inglés, español y francés:
- Nota de uso: Las tablas se pueden ordenar alfabéticamente por idioma

### Fuerza del viento
| Fuerza (Bft) | Nodo  | Windstärke (Alemán) | Wind force (Inglés) | Fuerza del viento (Español) | force de vent (Francés) |
| ------------ | ----- | ------------------- | ------------------- | --------------------------- | ----------------------- |
| 0            | 0     | still               | calm                | calma                       | calme                   |
| 1            | 1-3   | leiser Zug          | light air           | ventolina                   | très légère brise       |
| 2            | 4-6   | leichte Brise       | light breeze        | brisa débil, flojito        | légère brise            |
| 3            | 7-10  | schwache Brise      | gentle breeze       | brisa débil, flojo          | petite brise            |
| 4            | 11-15 | mäßige Brise        | moderate breeze     | brisa moderada              | jolie brise             |
| 5            | 16-21 | frische Brise       | fresh breeze        | brisa fresca                | bonne brise             |
| 6            | 22-27 | starker Wind        | strong breeze       | brisa fuerte                | vent frais              |
| 7            | 28-33 | steifer Wind        | near gale           | viento fuerte, frescachón   | grand frais             |
| 8            | 34-40 | stürmischer Wind    | gale                | viento duro                 | coup de vent            |
| 9            | 41-47 | Sturm               | strong gale         | viento muy duro             | fort coup de vent       |
| 10           | 48-55 | schwerer Sturm      | storm               | temporal                    | tempête                 |
| 11           | 56-63 | orkanartiger Sturm  | violent storm       | temporal duro, borrasca     | violente tempête        |
| 12           | > 64  | Orkan               | hurricane           | huracán                     | ouragan                 |

### Estado del mar
| Fuerza | Seegang (Alemán)                                            | State of sea (Inglés)                  | Estado del mar (Español) | État de la mer (Francés) |
| ------ | ----------------------------------------------------------- | -------------------------------------- | ------------------------ | ------------------------ |
| 0      | mar liso como un espejo(spiegelglatte See)                  | tranquilo-vidrio(calm-glassy)          | calma                    | calma(calme)             |
| 1      | mar en calma(ruhige See)                                    | calma ondulada(calm-rippled)           | mar rizada               | calma(calme, ridée)      |
| 2      | mar suavemente agitado(schwach bewegte See)                 | pequeñas ondas suaves(smooth wavelets) | marejadilla              | bello(belle, vagulette)  |
| 3      | mar ligeramente agitado(leicht bewegte See)                 | leve(slight)                           | marejada                 | poco agitado(peu agitée) |
| 4      | mar moderadamente picado(mäßig bewegte See)                 | moderado(moderate)                     | fuerte marejada          | agitado(agitée)          |
| 5      | mar agitado(grobe See)                                      | áspero(rough)                          | mar grueso               | fuerte(forte)            |
| 6      | mar muy agitado(sehr grobe See)                             | muy áspero(very rough)                 | mar muy grueso           | muy fuerte(très forte)   |
| 7      | mar alto(hohe See)                                          | alto(high)                             | mar arbolado             | grande(grosse)           |
| 8      | mar muy alto(sehr hohe See)                                 | muy alto(very high)                    | mar montañoso            | muy grande(très grosse)  |
| 9      | mares excepcionalmente pesados(außergewöhnlich schwere See) | fenomenal(phenomenal)                  | mar enorme               | enorme(énorme)           |

### Visibilidad
| Visibilidad | Millas y Metros respectivamente (niebla) | Sicht (Alemán)                                | Visibility (Inglés)           | Visibilidad (Español) | Visibilité (Francés)  |
| ----------- | ---------------------------------------- | --------------------------------------------- | ----------------------------- | --------------------- | --------------------- |
| 9           | 25nm ,0                                  | excepcional buena Vista(außergew. gute Sicht) | excelente v.(excellent v.)    | excelente v.          | excelente v.          |
| 8           | 10nm ,0                                  | muy buena vista(sehr gute Sicht)              | muy buena v.(very good v.)    | muy buena v.          | tres bonne v.         |
| 7           | 0 5 nm ,0                                | buena Vista(gute Sicht)                       | buena v.(good v.)             | buena v.              | bonne v.              |
| 6           | 0 2 nm ,0                                | visión moderada(mäßige Sicht)                 | moderada v.(moderate v.)      | moderado v.           | moyenne v.            |
| 5           | 0 1 nm ,0                                | débilmente brumoso (schwach diesig)           | pobre v.(poor v.)             | escasa v.             | réduite v.            |
| 4           | 0 0,5nm                                  | brumoso(diesig)                               | muy pobre v.(very poor v.)    | muy escasa v.         | très réduite v.       |
| 3           | 500m                                     | niebla fina(dünner Nebel)                     | niebla moderada(moderate fog) | niebla moderada       | brouillard tenu       |
| 2           | 200m                                     | niebla moderada(mäßiger Nebel)                | niebla(fog)                   | niebla                | brouillard            |
| 1           | 0 50 metros                              | niebla densa(starker Nebel)                   | espesa niebla(thick fog)      | niebla espesa         | brouillard épais      |
| 0           | < 50m                                    | espesa niebla(dicker Nebel)                   | neblina densa(dense fog)      | niebla densa          | brouillard très épais |

### Varios
| alemán                      | inglés                                       | español                 | francés                                      |
| --------------------------- | -------------------------------------------- | ----------------------- | -------------------------------------------- |
| Profundo(tief)              | baja presión(low pressure)                   | baja precisión          | profundo(profond)                            |
| depresión(tiefdruckgebiet)  | región de baja presión(low pressure region)  | zona de bajas presiones | zona de baja presión(zone de basse pression) |
| Alto(hoch)                  | alta presión(high pressure)                  | alta presión            | fuerte presión(forte pression)               |
| anticiclón(tiefdruckgebiet) | región de alta presión(high pressure region) | zona de altas presiones | zona de alta presión(zone de haute pression) |